# Писарівка (Жмеринський район)
Пи́сарівка — село в Україні, у Шаргородській міській громаді Жмеринського району Вінницької області. Населення становить 712 осіб.

## Історія
12 червня 2020 року відповідно до Розпорядження Кабінету Міністрів України № 707-р «Про визначення адміністративних центрів та затвердження територій територіальних громад Вінницької області» увійшло до складу Шаргородської міської громади.
19 липня 2020 року, в результаті адміністративно-територіальної реформи та ліквідації Шаргородського району, село увійшло до складу Жмеринського району Вінницької області.

## Населення

### Мова
Розподіл населення за рідною мовою за даними :
| Мова       | Кількість | Відсоток |
| ---------- | --------- | -------- |
| українська | 705       | 99.02%   |
| російська  | 7         | 0.98%    |
| Усього     | 712       | 100%     |

## Відомі люди
- Загрійчук Анатолій Леонідович (1951—2014) — український письменник, священик, педагог.